# Puerto Palomas (Chihuahua)
Puerto Palomas de Villa también conocido simplemente como Palomas y que con anterioridad recibió el nombre de Gral. Rodrigo M. Quevedo, aunque este nombre prácticamente no fue utilizado, es un pueblo del estado mexicano de Chihuahua, situado en la Frontera entre Estados Unidos y México.
Palomas es una Sección municipal del Municipio de Ascensión y se encuentra localizado frente al pueblo de Columbus, en los Estados Unidos.

## Características
Puerto Palomas tenía una población de 5,748 habitantes según el Conteo de Población y Vivienda del 2005, 4,866 habitantes según el Censo de Población y Vivienda del INEGI en el año 2010 y actualmente 6,054 habitantes de los cuales 3,033 son hombres y 3,021 son mujeres según el censo realizado por el INEGI en el año 2020, pero con una importante población flotante, conformada por emigrantes que buscan cruzar la frontera con Estados Unidos, se encuentra situada en medio de la región del desierto, teniendo un clima sumamente extremoso, con altas temperaturas en verano, y bajas y nevadas en invierno.
Su desarrollo es mínimo, contando únicamente con los servicios básicos y su economía se basa en su situación como localidad fronteriza, su importancia se ha incrementando en los últimos años debido a la saturación de los puestos fronterizos de las cercanas Ciudad Juárez y El Paso, existe actualmente proyectos para modernizar el cruce fronterizo y esto ha aumentado la población de la localidad y sus necesidades de desarrollo.
Se encuentra comunicada por la Carretera Federal 24 que enlaza desde el punto fronterizo con la Carretera Federal 2 hacia Ciudad Juárez.

## Historia
El 1 de julio de 1908 un grupo de 11 guerrilleros magonistas, entre los que se encontraba Práxedis G. Guerrero, atacó la aduana fronteriza y el cuartel del ejército federal de la dictadura de Porfirio Díaz. En el ataque cayó herido de muerte Francisco Manrrique y el resto del grupo emprendió la retirada.
El hecho histórico más significativo de Puerto Palomas, es que desde ahí, el 9 de marzo de 1916, Francisco Villa invadió Estados Unidos y saqueó e incendió la vecina Columbus, Nuevo México, en venganza por el reconocimiento otorgado por Estados Unidos al gobierno de Venustiano Carranza, en consecuencia, el gobierno estadounidense envió en persecución de Villa la llamada Expedición Punitiva, que ingresó en territorio mexicano el 15 de marzo de 1916 precisamente por Puerto Palomas, y salió de él por el mismo punto 11 meses después, sin haber logrado nunca encontrar a Francisco Villa.

## Educación
Palomas cuenta con escuelas que abarcan desde el nivel básico y media superior.
Muchos ciudadanos estadounidenses que viven en Palomas estudian en las escuelas de las Escuelas Públicas de Deming en los Estados Unidos.